# Fonteinsnol

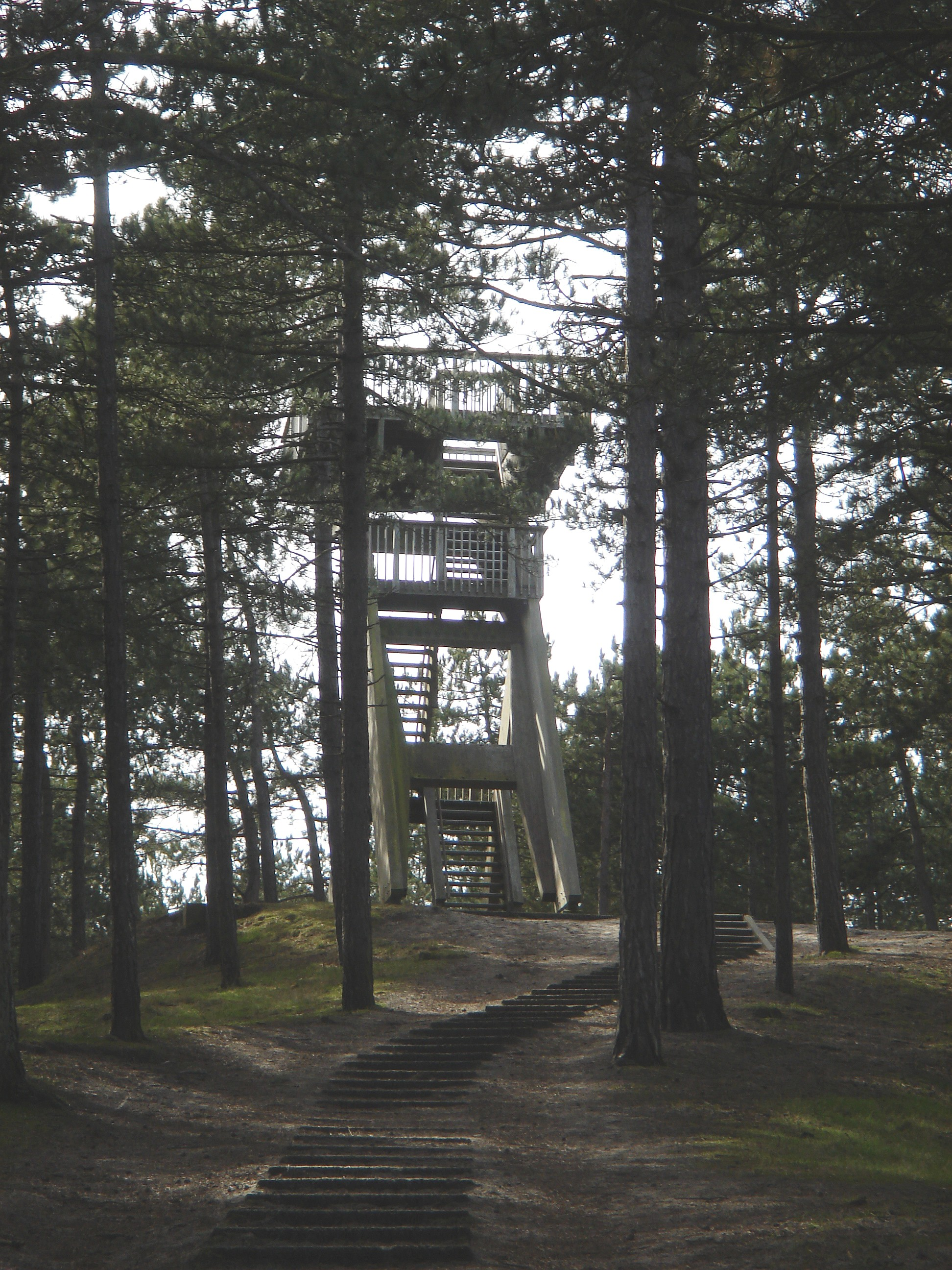
Uitkijktoren op de Fonteinsnol

De Fonteinsnol is een nol (ander woord voor duin) in het bos De Dennen op Texel, nabij de kruising Westerslag/Rozendijk. De naam verwijst naar een opgedroogde waterbron die op de helling van dit duin zijn oorsprong had.
Bovenop het duin staat een houten uitkijktoren waar vanaf er een weids uitzicht is op de omgeving.
Op 15 januari 1944 stortte er een Engelse bommenwerper neer nadat deze was beschoten. Op de plek waar de Lancaster ND-421 neerstortte is een herdenkingsmonument opgericht. bestaande uit een zwerfkei met een plaquette met de namen van de zeven bemanningsleden. Vijf van hen kwamen om het leven en twee werden krijgsgevangenen.

## Afbeeldingen

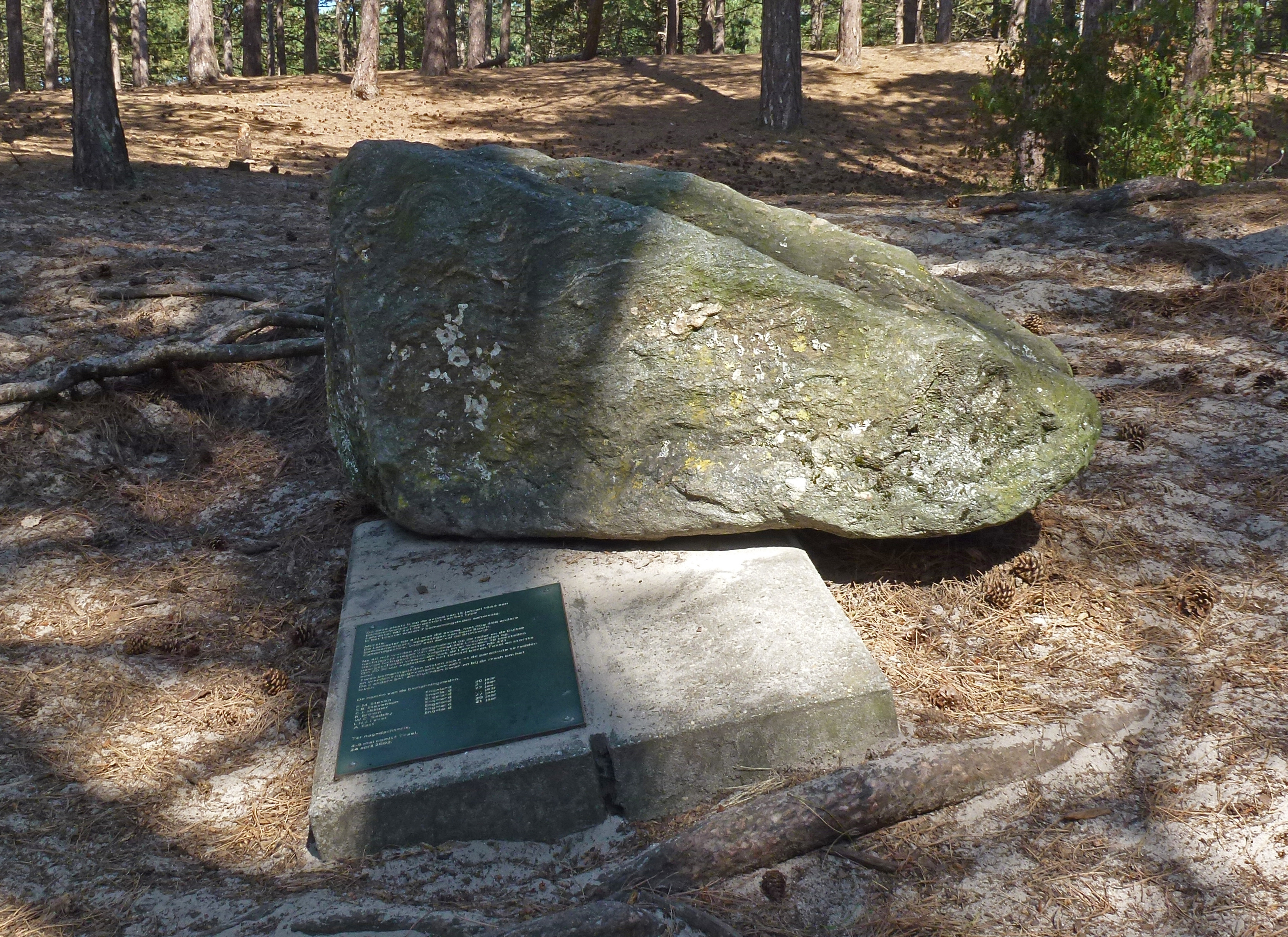
Gedenksteen voor de bemanningsleden van de Lancaster.
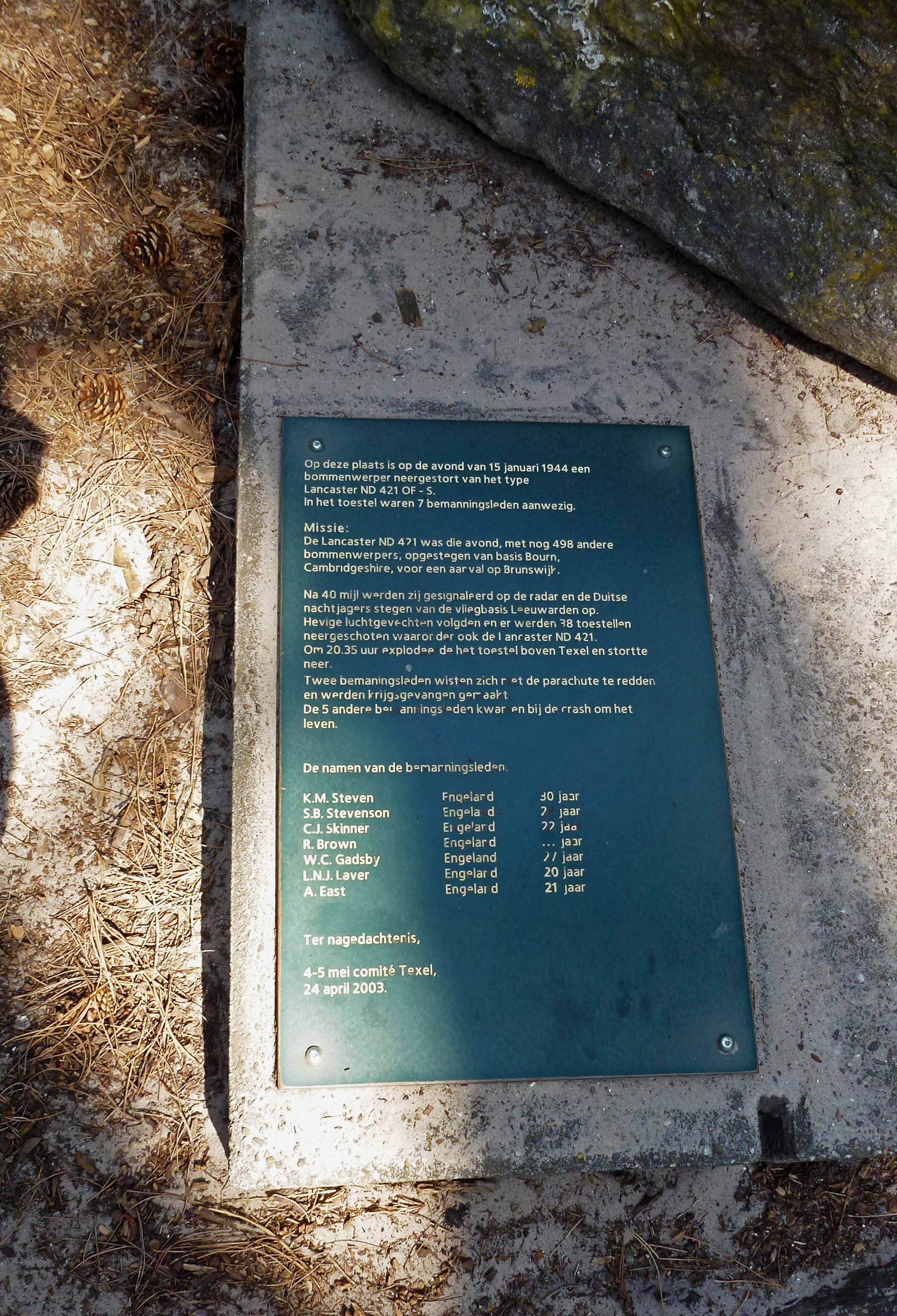
Plaquette met de namen van de bemanningsleden van de Lancaster.
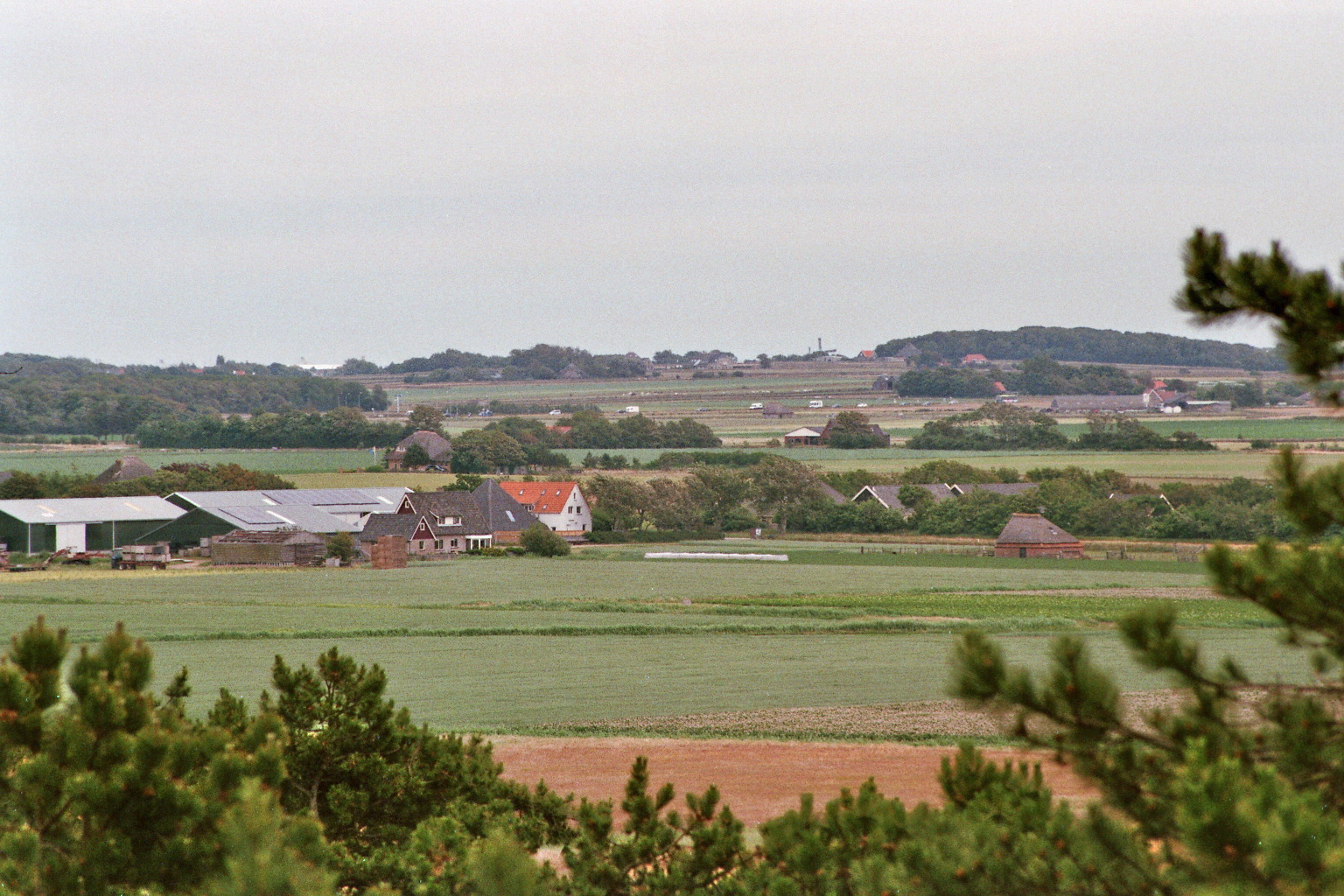
Uitzicht op de Hoge Berg vanaf de Fonteinsnol.